# جونما ميازاكي
جونما ميازاكي (باليابانية: 宮崎 純真) (مواليد 10 أبريل 2000) هو لاعب كرة قدم ياباني.

## وصلات خارجية
- جونما ميازاكي على موقع رابطة كرة القدم اليابانية للمحترفين (اليابانية)
- جونما ميازاكي على موقع قاعدة بيانات كرة القدم.إي يو (الإنجليزية)
- جونما ميازاكي على موقع Soccerway.com (الإنجليزية)
- جونما ميازاكي على موقع عالم كرة القدم.نت (الإنجليزية)